# انتزاعی و انضمامی
انتزاعی و انضمامی دو مفهوم متقابل در فلسفه هستند. امور انتزاعی (به انگلیسی: abstract) فرازمانی و فرامکانی هستند، مثل اعداد یا موجودات مجرد؛ امّا امور انضمامی (به انگلیسی: concrete)، اموری زمانی و مکانی هستند. انتزاعی در اصل به معنای امر جدا شده، گسسته و مجرد و انضمامی حاوی معانی پیوستگی، گرد هم آمدن و چسبندگی است.
ذهن پس از اینکه چند مفهوم و یا شیء مشابه را درک کرد، آن‌ها را با یکدیگر مقایسه می‌کند. اوصافی را که مخصوص به هر یک از آن‌هاست، کنار گذاشته و وجه‌ِتشابه و صفت مشترک میان همهٔ آن‌ها را برمی‌گزیند. سپس از آن صفت مشترک، یک مفهوم کلّی می‌سازد که دربارهٔ همهٔ آن افراد صادق است. در این هنگام گفته می‌شود که این مفهوم، از این عناصر انتزاع شده و مفهومی انتزاعی است. 
برای مثال، هنگامی‌ که چند نفر از دوستانمان را می‌بینیم، وجوه تمایز، یعنی آن اوصافی که هر یک را از دیگران متفاوت می‌سازد، کنار گذاشته و وجه‌مشترک میان همهٔ آن‌ها را که انسانیت است، برمی‌گزینیم.
اکنون، انسانیت مفهومی کلّی است که بر همهٔ آن‌ها صدق می‌کند. بنابراین می‌گوییم، مفهوم انسانیت از آنها انتزاع شده‌ است. در حالی که اوصاف مخصوص به هر کدام از آن‌ها با یکدیگر متفاوت است. اندازهٔ قد و وزن شخص خاصّی را نمی‌توان بر همه صادق دانست؛ چرا که شخص دیگر، لزوماً قد و وزن این شخص را ندارد.
به همین ترتیب و بنابر آنچه گفته شد، در می‌یابیم که انتزاعی (یعنی انتزاع‌ شده) همین مفهوم کلّی است که از مصادیق خارجی انتزاع شده‌ است؛ مثلاً مفاهیم انسانیت یا حیوان، مفاهیمی انتزاعی هستند. مفاهیم انتزاعی در خارج وجود ندارند، یعنی نمی‌توان انسانیت را در خارج نشان داد، بلکه ذهن این مفاهیم را در ضمن موجودات به طریقی که گفته شد، در می‌یابد.
به‌طور خلاصه، انتزاع، یک فعّالیت و عمل ذهنی است که عقل توسّط آن، مفهومی را از عالم خارج در می‌یابد و خود این مفهوم، انتزاعی نامیده می‌شود.
امور انضمامی، اموری زمانی و مکانی هستند که خود بر سه دسته‌اند: یا عینی‌اند (objective)، یا در مکان و زمانی خارج از ذهن بشر وجود دارند، مثل درخت و ماشین و … یا مکان و زمان آن‌ها در ذهن بشر است (subjective)، مثل احساسات یک فرد. دستهٔ سوم نیز ترکیبی از این دو هستند، یعنی وجود و عدم‌شان وابسته به هر دو طرف است، مثل صدا و کلاً اموری که در مبحث معرفت‌شناسی فلسفه با فَرنام کیفیات ثانویه اشیاء شناخته می‌شوند. انضمامی همچنین به معنای امر مشخّص، فردی، جزئی و تکین به کار می‌رود؛ در برابر انتزاعی به معنای کلّی و نامشخّص.
اندیشیدن انضمامی تفکّری پیوند خورده به امور واقع عینی و جزئی و مشخّص است. تفکّر انضمامی، نحوه‌ای از اندیشه‌ورزی است که می‌کوشد تا به‌وسیلهٔ مفاهیم کلّی و با به‌کارگیری آن‌ها به امور جزئی و مشخّص پیوند بخورد، آن‌ها را در خود منحل کند و امور واقعی را که بی‌معنا و در جهانی بی‌نظم و کاتوره‌ای پراکنده‌اند، گرد هم آورد و معنا بخشد. پس انضمامی اندیشیدن به معنای فراتر رفتن از دل‌مشغولی به مفاهیمی کلّی و توخالی و پر کردن این مفاهیم با داده‌های جزئی و مشخّص است و فلسفیدن انضمامی، کوششی برای پیوند زدن تفکّر با امور مکانی و زمانی است. 